# Parotis bivincta
Parotis bivincta là một loài bướm đêm trong họ Crambidae.